# Love in Vain
Love in Vain är en blueskomposition av Robert Johnson som ursprungligen lanserades på 78-varvare 1939 på skivbolaget Vocalion Records. Låten handlar om en förälskad man som följer en kvinna till en järnvägsstation, för att sedan se henne åka iväg med tåget. Låten gjordes tillgänglig som bootleg-inspelning under 1960-talet, och släpptes officiellt på LP första gången 1970 på albumet King of the Delta Blues Singers, Vol. 2.
Ett flertal artister har spelat in denna låt, men den mest kända versionen torde vara den som The Rolling Stones spelade in 1969 till albumet Let It Bleed. På låten som var albumets enda cover och spelades in i maj 1969 medverkar varken Brian Jones eller Mick Taylor som gitarrist. Däremot medverkade Ry Cooder på mandolin, och Keith Richards spelar slidegitarr. Inspelningen skiljer sig också ganska mycket från Johnsons original med extra ackord, och mer av en countryprägel. De släppte även en liveinspelad version på albumet Get Yer Ya Ya's Out 1970.
År 2004 släppte Eric Clapton en version på albumet Me and Mr. Johnson. Madeleine Peyroux spelade in låten till sitt album Standing on the Rooftop 2011.